# Johann Bessler
Johann Bessler, född omkring 1680 i Lusatia, Sachsen, död 30 november 1745 i Bad Karlshafen, Tyskland, var en sachsisk mekaniker. Han gjorde sig under det antagna namnet "Orffyreus" känd under början av 1700-talet som uppfinnare av ett perpetum mobile, beståenda av i huvudsak ett stort skivformigt, roterande hjul, vars inre delar han hemlighöll i förhoppning att göra sig stora förtjänster på uppfinningen. Den moderna vetenskapliga konsensusen är att Bessler begick ett avsiktligt bedrägeri, även om detaljerna i detta inte har förklarats på ett tillfredsställande sätt.

## Biografi
Bessler föddes i en bondefamilj och gick i skolan i Zittau, där han (enligt egen redogörelse) utmärkte sig i sina studier och blev en favorit för Christian Weise, rektor för det lokala gymnasiet. Efter att han lämnat skolan började han resa omkring för att sökte sin lycka. Efter att ha räddat en alkemist från att drunkna i en brunn, belönades han med instruktioner om tillverkning av elixir. Efter det tjänade Bessler sitt uppehälle som healer och olegitimerad läkare.
Bessler antog pseudonymen "Orffyreus" genom att skriva bokstäverna i alfabetet i en cirkel och välja bokstäverna diametralt motsatta till de i hans efternamn (vad som idag skulle kallas ett ROT13-chiffer), vilket fick Orffyre , som han sedan latiniserade till Orffyreus. Det var under det namnet han därefter var allmänt känd.

### Orffyreas hjul
År 1712 uppträdde Bessler i staden Gera i provinsen Reuss och uppvisade ett "självgående hjul", som var cirka två meter i diameter och cirka 10 cm brett. Väl i rörelse kunde det lyfta flera pund. Bessler flyttade sedan till Draschwitz, en by nära Leipzig, där han 1713 konstruerade en ännu större hjul, lite över 2,75  meter i diameter och 15 cm brett. Hjulet kunde rotera med femtio varv per minut och lyfta en vikt på 18 kg.
Den framstående matematikern Gottfried Wilhelm Leibniz besökte Draschwitz 1714 och bevittnade en demonstration av Besslers hjul. I ett brev till Robert Erskine, läkare och rådgivare till den ryska tsaren Peter den store, skrev Leibniz senare att Bessler är "en av mina vänner" och att han trodde att Besslers hjul var en värdefull uppfinning. Bessler fick också stöd från andra medlemmar i Leibniz intellektuella krets, såsom matematikern Johann Bernoulli, filosofen Christian Wolff och arkitekten Joseph Emanuel Fischer von Erlach.
Bessler konstruerade sedan ett ännu större hjul i Merseburg innan han flyttade till den oberoende staten Hesse-Kassel, där prins Karl, regerande lantgreve och en entusiastisk beskyddare av uppfinnare av mekaniska ting, utsåg honom till kommersiell rådgivare (Kommerzialrat) för staden Kassel och gav honom rum i Weissensteins slott. Det var där han 1717 konstruerade sitt hittills största hjul, diameter 3,7 m och bredd 36 cm.
Uppfinnaren demonstrerade för olika målgrupper hur hans hjul fungerade och var alltid noga med att mekanismen i hjulet skulle förbli dold för åskådarna, för att förhindra att andra stal hans uppfinning. Hjulet undersöktes externt av flera forskare, såsom Willem's Gravesande, professor i matematik och astronomi vid universitetet i Leiden, som rapporterade att han inte kunde upptäcka några bedrägerier angående dess funktion. Den 12 november 1717 låstes hjulet in i ett rum på slottet med dörrar och fönster förseglade för att förhindra påverkan. Detta bevittnades av lantgreven och olika tjänstemän. Två veckor senare bröts tätningarna och rummet öppnades, varvid hjulet befanns rotera. Dörren tätades igen till den 4 januari 1718. Hjulet befanns då vrida sig med 26 varv per minut.
Bessler krävde 100 000 Reichsthalers, motsvarande 20 000 brittiska pund, för att avslöja hemligheten bakom hans maskiner. Peter den store var intresserad av att köpa uppfinningen och sökte råd om saken från Gravesande och andra. Gravesande undersökte hjulets axel och drog slutsatsen att han inte kunde se något sätt på vilket kraft kunde överföras från utsidan. Men Bessler förstörde sedan hjulet och anklagade Gravesande för att försöka upptäcka hjulets hemlighet utan att betala för det och förklarade att professorens nyfikenhet hade provocerat honom.

### Senare liv
Bessler och hans maskin försvann sedan i dunkel. Det är känt att han byggde om sin maskin 1727 och att Gravesande hade gått med på att undersöka den igen, men det är inte känt om den någonsin testades. Bessler greps uppenbarligen för bedrägeri 1733, men 1738 var han åter fri och bodde på ett gods i Bad Karlshafen, nära Kassel.  Han dog 1745, sextiofem år gammal, när han störtade ned från en väderkvarn, som han byggde i Fürstenburg, från fyra och en halv vånings höjd.